# Velké Janovice
Velké Janovice (in tedesco Groß Janowitz) è un comune ceco situato nel distretto di Žďár nad Sázavou, nella regione di Vysočina.